# شوربة الخبز
شوربة الخبز حساء بسيط يتكوّن أساسًا من الخبز، وعادةً ما يكون خبزًا قديمًا. توجد له أنواع مختلفة في العديد من البلدان. يمكن استخدام الخبز الأسمر أو الأبيض.
يعتمد أساس حساء الخبز تقليديًا على حساء اللحم أو مرق الخضار. وفي حالات أقل شيوعًا، يُحضّر بمرق السمك. لتحضير الطبق، يُقطع الخبز إلى قطع ويُوضع مباشرة في المرق، أو يُطهى مع البصل والتوابل في المرق ثم يُهرس.
بعض الأنواع تضيف اللحم المقدد والبيض والقشدة، بينما تضيف أنواع أخرى نقانق الكبد أو نقانق الدم. ومن أشهر أنواع هذا الطبق ما يُحضّر من المرق المتبقي من نقع النقانق. يُتبّل الحساء تقليديًا بالمردقوش. ويُستخدم البيض وجبن البارميزان في طبق ميليفانتي الإيطالي. بعض الأنواع ذات طابع ريفي فتحتوي على الشعير أو البيرة.

## برويس
برويس هو نوع من حساء الخبز يرتبط بمطبخ شمال إنجلترا. كان في الأصل مصطلحًا للخبز المنقوع في دهون اللحم، ثم أصبح يُستخدم لوصف المرق المُكثف بالخبز أو أحيانًا بدقيق الشوفان. كما كان يُحضّر طبق مشابه في مطبخ نيو إنجلاند عن طريق تليين خبز الجاودار أو خبز بوسطن الأسمر بالحليب وشراب القيقب.

## أصناف
- بوبارا في المطبخ البلغاري

## روابط خارجية
- أنواع مختلفة من حساء الخبز الألماني
- شوربة الخبز النمساوية مع الخبز البني المهروس